# Schistolais
Schistolais és un gènere d'ocells de la família dels cisticòlids (Cisticolidae).

## Taxonomia
Segons la Classificació del Congrés Ornitològic Internacional (versió 2.6, 2010) aquest gènere conté dues espècies:
- Schistolais leucopogon - prínia gorjablanca
- Schistolais leontica - prínia de Sierra Leone